# L'assassino è quello con le scarpe gialle
L'assassino è quello con le scarpe gialle è un film del 1995 diretto da Filippo Ottoni.
I protagonisti di questo film sono i quattro componenti della Premiata Ditta: Roberto Ciufoli, Francesca Draghetti, Tiziana Foschi e Pino Insegno.

## Trama
Roberto viene chiamato da sua zia, una ricchissima donna anziana, che gli comunica che avrà tutti i suoi soldi solo se riuscirà a restaurare un Teatro di sua proprietà per darvi in prima assoluta l'Amleto. Proprio quel teatro rievoca in Roberto bruttissimi ricordi: venticinque anni prima in quel luogo dietro le quinte di uno spettacolo assistette infatti ad un omicidio ad opera di uno dei suoi compagni di classe.
Intento ad avere l'eredità della zia, Roberto cerca di mettere in scena l'Amleto ma le prove vengono interrotte da incidenti ed omicidi: aiutato dal suo amico Pino, che di mestiere fa l'investigatore, i due cercano di scoprire chi è l'assassino. Ai due investigatori si aggiungeranno una simpatica giornalista di nome Francesca e Tiziana, attrice dello spettacolo. Durante la prima dello show, Roberto riesce a capire finalmente che il colpevole è l'attore che interpreta Amleto, lo stesso bambino che 25 anni prima commise l'omicidio che traumatizzò la sua vita.